# Licania chocoensis
Licania chocoensis är en tvåhjärtbladig växtart som beskrevs av José Cuatrecasas. Licania chocoensis ingår i släktet Licania och familjen Chrysobalanaceae. Inga underarter finns listade i Catalogue of Life.